# Karl Wilhelm von Nägeli
Karl Wilhelm von Nägeli (Kilchberg, 27 de marzo de 1817 - Múnich, 11 de mayo de 1891) fue un investigador de botánica suizo que descubrió los cromosomas en el siglo XIX.

## Contribuciones
Series de publicaciones en el Zeitschrift fur wissenschaftliche Botanik (1844 1846); Die neueren Algensysteme (1847); Gattungen einzelliger Algen (1849); Pflanzenphysiologische Untersuchungen (1855 1858), con Carl Eduard Cramer; Beiträge zur wissenschaftlichen Botanik (1858-1868); contribuciones a la "Real Academia Bávara de Ciencias", con tres volúmenes de Botanische Mitteilungen (1861-1881); y, finalmente, su volumen, Mechanisch-physiologische Theorie der Abstammungslehrehtml?pn=2 fuente escaneada (enlace roto disponible en Internet Archive; véase el historial, la primera versión y la última)., publicado en 1884. Sin embargo, quizás Nägeli sea más conocido por su correspondencia no científica de 1866 a 1873 con Gregor Mendel concerniente a la celebrada obra Pisum sativum.

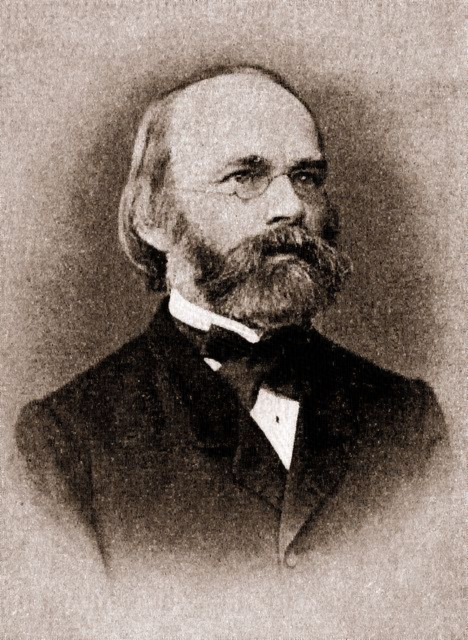
Karl Wilhelm von Nägeli.

- La abreviatura «Nägeli» se emplea para indicar a Karl Wilhelm von Nägeli como autoridad en la descripción y clasificación científica de los vegetales.[1]